# جواو باولو دي ليما فيلهو
جواو باولو دي ليما فيلهو (بالبرتغالية: João Paulo‏) هو لاعب كرة قدم برازيلي في مركز الهجوم، ولد في 15 يونيو 1957 في ساو جواو دي ميريتي في البرازيل. شارك مع منتخب البرازيل لكرة القدم. أما مع النوادي، فقد لعب مع جوبيلو إيواتا ونادي بالميراس ونادي سانتوس ونادي ساو كريستوفاو ونادي فلامنغو ونادي كورينثيانز ونادي ناوتيكو.

## وصلات خارجية
- جواو باولو دي ليما فيلهو على موقع قاعدة بيانات كرة القدم.إي يو (الإنجليزية)
- جواو باولو دي ليما فيلهو على موقع ناشيونال فوتبول تيمز (الإنجليزية)